# Wilhelmine-Caroline de Danemark
Wilhelmine-Caroline de Danemark (en danois : Vilhelmine Caroline, en allemand : Wilhelmine Karoline), née le 10 juillet 1747 au palais de Christiansborg, Copenhague et morte le 14 janvier 1820 à Cassel, fut landgravine consort de Hesse-Cassel, et plus tard, électrice de Hesse par son mariage avec Guillaume IX de Hesse. 

## Biographie

### Naissance et famille
La princesse Wilhelmine-Caroline de Danemark est née au palais de Christiansborg, résidence principale de la monarchie danoise sur l'île de Slotsholmen au centre de Copenhague. Elle est la deuxième fille du roi Frédéric V de Danemark et de sa première épouse Louise de Grande-Bretagne. Par sa mère elle est l'arrière-petite-fille du roi Georges Ier. Elle perd sa mère à l'âge de 4 ans lorsque la reine Louise meurt en couches à 27 ans. L'année suivante, son père épouse la duchesse Juliane-Marie de Brunswick.

### Mariage
Au palais de Christiansborg, le 1er septembre 1764, elle épouse son cousin Guillaume IX de Hesse, le comte de Hanau, l'un des dirigeants les plus riches de la période. 
Wilhelmine Caroline et Guillaume ont grandi ensemble, comme Guillaume et ses frères et sœurs ont été évacués vers la cour royale danoise pendant la guerre de Sept Ans (de 1755 à 1763). Il lui est présenté comme un copain pendant son enfance, et il est décidé au cours de leur enfance qu'ils devaient se marier une fois devenus adultes. 
Un mois après leur mariage, Wilhelmine Caroline et Guillaume quittent le Danemark et s'installent dans la Hesse. Son beau-père donne à Guillaume la ville de Hanau pour résidence, et ils vivent avec leur propre cour. 

### La vie dans la Hesse
Pendant les premières années de leur mariage, la relation entre Wilhelmine Caroline et Guillaume est décrite comme heureuse. En 1770, six ans après leur mariage, Hesse reçoit la visite de son beau-frère, le prince héritier Gustave de Suède, et de son frère, le prince Frédéric, et à cette occasion, le mariage entre Wilhelmine Caroline et Guillaume est favorablement comparé par rapport au mariage de sa sœur Sophie-Madeleine de Danemark et Gustave de Suède. Une suggestion est faite pour qu'elle et Guillaume visitent la Suède, avec l'idée que cela pourrait avoir un bon effet sur sa sœur et son beau-frère. 
Le courtisan Gustaf Johan Ehrensvärd, un membre de l'entourage suédois, décrit Wilhelmine Caroline et Guillaume, à cette occasion, en 1770 : "Elle est la sœur de notre princesse de la Couronne, mais dès qu'elle ouvre la bouche, les mots viennent sortir différents. Elle est charmante, énergique, adorée par sa cour... quand le couple est les uns avec les autres, ils jouent comme des enfants, et au cours de leurs jeux, ils produisent un nouvel enfant, par année... Je crois que c'est la faute du mari, lorsqu'une femme, qui n'est pas de mauvais caractère, néglige de lui ..." 
Toutefois, cette bonne relation ne dure pas: cinq ans plus tard, Guillaume a sa première maîtresse, Charlotte Christine Buissine, et après cela, le mariage se détériore, Guillaume étant constamment infidèle, avec l'introduction d'une succession de maîtresses officielles à la cour, avec Buissine suivie par Rosa Dorothea Ritter et Karoline von Schlotheim et la naissance d'un grand nombre d'enfants illégitimes. 
Wilhelmine Caroline elle-même est décrite comme belle, lointaine, aimable et sympathique: en 1804, elle parle encore le danois sans accent et a un fort attachement à son pays de naissance.
Guillaume devient le landgrave Guillaume IX de Hesse-Cassel, en 1785, et en 1803, est élevé au rang d'électeur de Hesse, comme Guillaume Ier.

### Princesse électrice
En 1806, la Hesse est occupée par la France. Son époux et son fils fuient chez son beau-frère Charles de Hesse, dans le Schleswig, mais elle reste jusqu'à ce qu'un gouverneur français soit installé, après quoi elle part chez sa fille Amélie à Gotha.
Elle passe toute la durée du royaume de Westphalie (1806-13) en exil, entre autres endroits, dans le Schleswig et à Prague. En 1813, les époux retournent à Cassel.

## Descendance
- Marie-Frédérique de Hesse-Cassel (1768-1839), épouse Alexis-Frédéric-Christian d'Anhalt-Bernbourg
- Caroline-Amélie de Hesse-Cassel (1771-1848), mariée à Auguste de Saxe-Gotha-Altenbourg
- Frédéric (1772-1784)
- Guillaume II de Hesse-Cassel (1777-1847)